# Mate Ostović
Mate Ostović (Otočac, 9. siječnja 1961.) hrvatski je general i bivši zapovjednik Hrvatske kopnene vojske.

## Životopis[1]
General Ostović, rodio se u Otočcu 1961., a zvanje profesora obrane i sigurnosti dobiva 1986. na zagrebačkom Fakultetu političkih znanosti. 1991. godine dobrovoljno se prijavljuje u legendarnu gardijsku brigadu Tigrovi gdje kraće vrijeme (1991. – 1992.) obnaša dužnost zamjenika zapovjednika brigade, a kao član brigade sudjeluje i u operacijama Bljesak i Oluja. Od 1992. do 1998. načelnik je uprave za ustroj, popunu i mobilizaciju. Do 2008. godine usavršava se na nekoliko vojnih škola (Zapovjedno stožerna škola, Ratna škola, i NATO Defence College, Senior Course) kada postaje zapovjednik Zapovjedništva za potporu Na toj dužnosti ostaje do 2014. kada postaje zapovjednik Hrvatske kopnene vojske i na toj je dužnosti do 2017. kada odlazi u mirovinu.

## Promaknuća[2]
1. 1992. - pukovnik
2. 1994. - brigadir
3. 2003. - brigadni general
4. general bojnik[nedostaje izvor]
5. 2015. - general pukovnik[3]